# Haplographium bicolor
Haplographium bicolor är en svampart som beskrevs av Grove 1886. Haplographium bicolor ingår i släktet Haplographium och familjen Hyaloscyphaceae.   Inga underarter finns listade i Catalogue of Life.